# Rosselange
Rosselange (in tedesco Rosslingen) è un comune francese di 2 962 abitanti situato nel dipartimento della Mosella nella regione del Grand Est.

## Società

### Evoluzione demografica
Abitanti censiti